# What Does That Nature Say to You
What Does That Nature Say to You (en hangul, 그 자연이 네게 뭐라고 하니; romanización revisada, Geu jayeoni nege mworago hani) es una película surcoreana escrita, dirigida y producida por Hong Sang-soo, y protagonizada por Ha Seong-guk, Kwon Hae-hyo, Cho Yun-hee, Kang So-yi y Park Mi-so. Fue seleccionada para el concurso por el 75.º Festival Internacional de Cine de Berlín, donde tuvo su estreno mundial el 20 de febrero de 2025; el estreno comercial en Corea del Sur se produjo el 14  de mayo del mismo año.

## Sinopsis
Dong-hwa, un poeta en la treintena, acompaña a su novia desde hace tres años, Jun-hee, a la casa de sus padres, y se sorprende al ver que la propiedad con los jardines es más grande de lo que se imaginaba. Planeaba simplemente echar un vistazo y marcharse, pero termina pasando el día allí tras conocer al padre de Jun-hee. También conoce a su madre (también poeta) y su hermana menor, y todos acaban pasando un largo dia juntos entre conversaciones y deliciosa comida, en el que no falta la visita de los más jóvenes a un templo budista junto al río. Al caer la noche, Dong-hwa acaba emborrachándose durante la cena y revela una forma de ser muy distinta de la que había mostrado durante el día. Los padres de Jun-hee, que lo observan, se quedan horrorizados y se preguntan si todavía puede seguir siendo un esposo adecuado, mientras que la hermana menor de Jun-hee se divierte con la escena. A primera hora de la mañana siguiente, Dong-hwa saluda brevemente a Jun-hee en el aparcamiento y abandona la casa en silencio.

## Reparto

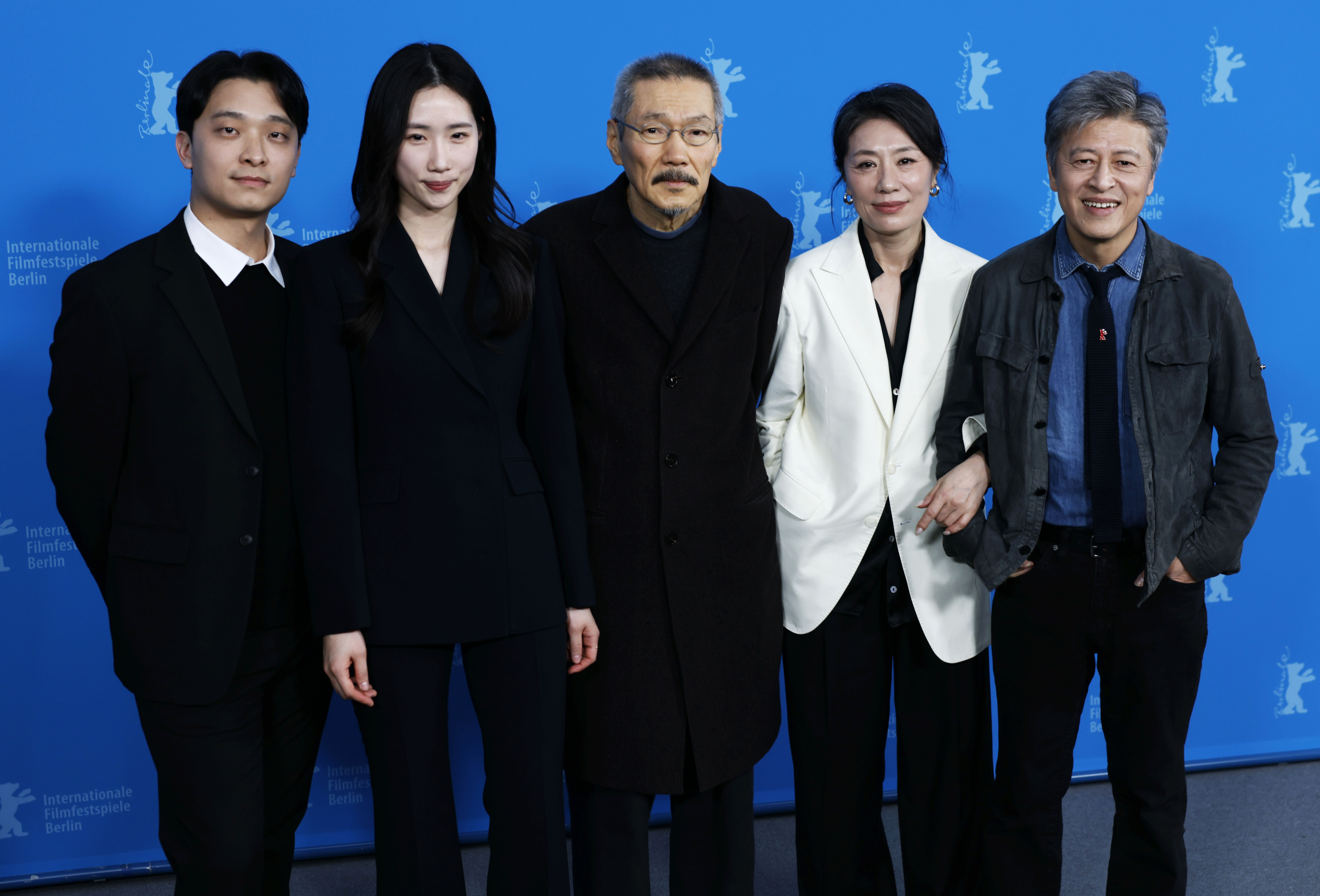
Equipo de rodaje de What Does That Nature Say to You en la Berlinale 2025: Ha Seong-guk, Kang Soyi, Hong Sang-soo, Cho Yun-hee y Kwon Hae-hyo

- Seong-guk como Dong-hwa.
- Kwon Hae-hyo como Kim Oh-ryeong.[2]
- Cho Yun-hee como Choi Sun-hee.
- Kang So-yi como Kim Jun-hee.
- Park Mi-so como Kim Neung-hee.

## Producción y rodaje
What Does That Nature Say to You es el trigésimo tercer título en la filmografía de su autor, Hong Sang-soo. Está producido por su propia compañía Jeonwonsa Film; la actriz Kim Min-hee (que esperaba un hijo para la primavera de 2025) en esta ocasión no aparece ante la cámara pero es la directora de producción. Por el contrario, Ha Sung-kook, Kwon Hae-hyo y Jo Yoon-hee, actores presentes en muchas de las obras anteriores de Hong, sí participaron en la película.
Sobre el presupuesto del filme, la preparación y el rodaje, Hong Sang-soo respondió al presentarlo en Berlín: «no calculo el presupuesto por separado. Necesitamos unas cuatro personas para hacer una película (sin contar a los actores) [...] Se necesitan tres semanas para preparar una película y entre siete y ocho días para filmarla». El método de trabajo fue el habitual en el director, según declaró Kwon Hae-hyo: «mucha gente probablemente conoce su método de trabajo. El día de la filmación, justo antes de empezar, reviso el tiempo de rodaje y me preparo con ensayos. Para apropiarme de la historia que escuché por la mañana, necesito concentrarme, y comenzamos a filmar después de coordinarnos varias veces». El lugar del rodaje fue la casa de los padres de la actriz Kang So-yi.

## Estreno y recepción
What Does That Nature Say to You tuvo su estreno mundial el 20 de febrero de 2025, en la sección competitiva del 75.º Festival Internacional de Cine de Berlín. Era el décimo título de Hong que aparecía en el programa del festival. Recibió buenas críticas en la presentación para la prensa, aunque después quedaría fuera de la lista de premios.
Pasó posteriormente por otros festivales: 
- 75.º Festival Internacional de Cine de Berlín, competición oficial, 20 de febrero de 2025.[9]
- 26.º Buenos Aires Festival Internacional de Cine Independiente, 4 de abril.[10]
- 72.º Festival de Cine de Sídney, en la sección Features, 5 de junio.[11]
- Festival Internacional de Cine de Shangai, sección New from Auteur.
- Festival de Cine de Milán, 6 de junio.[12]
- 59.º Festival Internacional de Cine de Karlovy Vary, sección Horizons, del 4 al 9 de julio.[13]
- 8.º Festival Internacional de Cine de Malasia, sección A-Listers, 25 de julio.[14]

El 14 de abril de 2025 Jeonwonsa lanzó el tráiler y el cartel de What Does That Nature Say To You y anunció la noticia de su estreno comercial en Corea del Sur para el 14 de mayo. Al 1 de julio se había proyectado en 52 salas para 5783 espectadores, que dejaron una taquilla del equivalente a 38 839 dólares.
Fuera de su país, la productora alcanzó en mayo acuerdos de distribución para Austria y Suiza, China, Finlandia, Japón y Reino Unido, países que se sumaron a otros previamente anunciados: Francia, Grecia y Chipre, Italia, España, Taiwán y Estados Unidos.

### Crítica
Luis Martínez (El Mundo) presenta así la película: «como siempre sucede con el director coreano Hong Sang-soo, su cine es tan idéntico a sí mismo, tan claro y reconocible, que no admite ni sorpresa ni recriminación». El filme se compone de «ocho capítulos que van desde comedia bufa a la meticulosa descripción de una tragedia invisible y muy cotidiana. Se pasea, se bebe, se come sin parar, se recitan poemas muy malos, se contempla el atardecer y, mientras, ladran los perros. Sang-soo vuelve a ser él, que es una forma de avisar que también somos nosotros. El resultado es exactamente lo que tiene que ser con sus borracheras, sus zooms insospechados y su textura granulada tan cerca de la más real de las irrealidades: una película pensada, diseñada y rodada no tanto para simplemente ver como para vivir directamente en ella».
David Rooney (The Hollywood Reporter) menciona algunos elementos frecuentes en el cine de Hong. En primer lugar la crueldad y la condescendencia con que unos personajes tratan a otros, incluso de forma sutil, como sucede con los padres de Jun-hee respecto a su posible yerno, que claramente no supera el examen. Queda así «un regusto ácido a esta reflexión sobre la insularidad de la riqueza y la clase, y la ingenuidad de mostrar desdén por los privilegios ante futuros suegros adinerados». Otro elemento repetido es la naturalidad de los diálogos, que parecen completamente espontáneos, «dando al público la sensación de estar escuchando a escondidas conversaciones que ocurren en el momento. Es este atributo el que hace que este engañosamente directo mapa de una bifurcación en el camino de una relación sea tan cautivador». El final abierto puede parecer ambiguo pero no deja dudas sobre el poco futuro de la relación entre los novios.
Para Siddhant Adlakha (Variety) se trata de la obra más experimental de Hong en mucho tiempo. Rodada con una fotografía borrosa y de baja fidelidad, tiene como característica «su uso multidimensional del formato de video. La mirada retraída de Hong se ve interrumpida por movimientos repentinos, como panorámicas y zooms repentinos sobre conversaciones en curso. Estos no saturan la película y sirven para enfatizar momentos específicos, pero también contradicen el habitual sentido de control mesurado de Hong». Esa lente borrosa o desenfocada parece un reflejo de la visión también borrosa de Dong-hwa, que habla de su necesidad de ponerse gafas, y «sugiere que los eventos de la película se ven o imaginan a través de la lente de su cosmovisión específica [...] Hong prácticamente nos sitúa en la mente de un poeta para quien la simple interpretación del mundo que lo rodea es un esfuerzo.».